# Bergen (Traunstein)
Bergen è un comune tedesco di 4 844 abitanti, situato nel land della Baviera.